# Virginie Joron

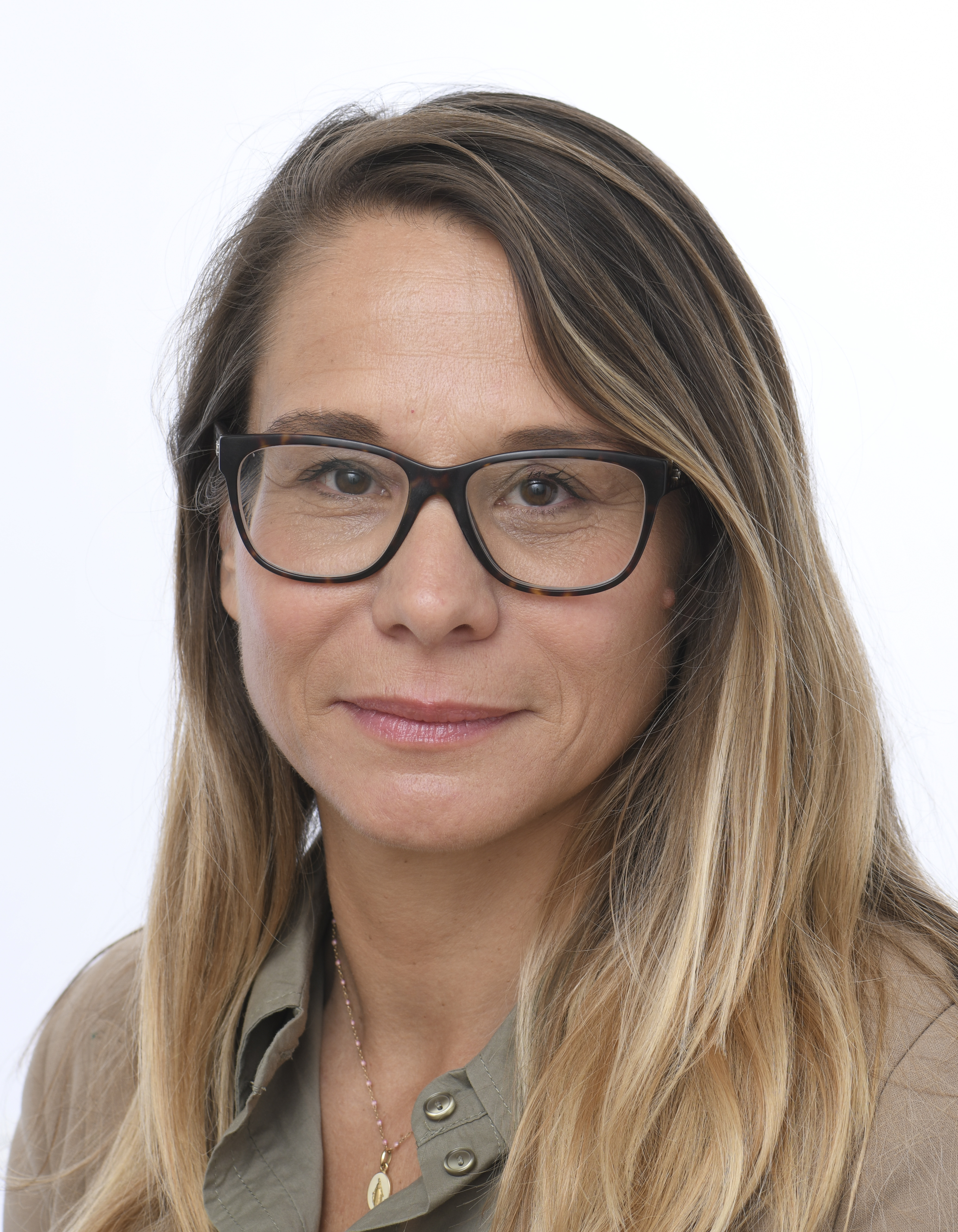
Virginie Joron (2024)

Virginie Joron (geboren am 11. Dezember 1973 in Troyes) ist eine französische Politikerin (RN). Joron war von Januar 2016 bis Juli 2021 Regionalrätin (französisch Conseillère régionale) für die Region Grand Est und ist seit der Europawahl 2019 Mitglied des Europäischen Parlaments. Sie war Mitglied der ID-Fraktion und wurde dann Mitglied der Fraktion Patrioten für Europa.

## Leben

### Ausbildung und berufliche Karriere
Joron wurde am 11. Dezember 1973 in Troyes im Département Aube geboren. Nach ihrem Schulabschluss studierte sie bis 1996 Jura an der Universität Nizza. Dem schloss sie 1998 an der gleichen Institution eine Postgraduierung im Fach „Sicherheit und Grundrechte der Menschen“ (sécurité et droits fondamentaux de la personne) an; das Thema ihrer (von Bernard Asso betreuten) Abschlussarbeit war „Städtische Gewalt und Krise des Rechtsstaats“ (Violences urbaines et crise de l’État de droit).
Parallel zu ihrer akademischen Ausbildung arbeitete Joron von 1993 bis 2001 als Erzieherin in Nizza und Straßburg sowie bei der Versicherung Pro Btp in Cagnes-sur-Mer. Ab 2001 arbeitete sie als Führungskraft bei einem Versicherungsunternehmen.

### Politische Karriere
Joron zu engagierte sich 2013 erstmals politisch und kandidierte im Dezember 2015 bei den Regionalwahlen im Kanton Saverne (Bas-Rhin), zusammen mit Patrick Kleinklaus, für die Partei Front National (heute Rassemblement National, RN). Das Duo erhielt im ersten Wahlgang 29,8 % der Stimmen und verlor dann im zweiten Wahlgang (Stichwahl) mit 36,4 % der Stimmen. Bei der Parlamentswahl 2017 erhielt sie 15,75 % der Stimmen im siebten Wahlkreis des Bas-Rhin.
2019 nominierte der RN Joron für den 8. Listenplatz für die Europawahl 2019. Bei der Wahl erhielt der RN 23,3 % der Stimmen (minus 1,5 Prozentpunkte) und 23 der 79 französischen Mandate. Joron zog ins Europaparlament ein. Die RN-Abgeordneten traten der neugegründeten, rechtsextremen ID-Fraktion bei. Für die ID-Fraktion ist Joron Mitglied im Ausschuss für Binnenmarkt und Verbraucherschutz sowie stellvertretendes Mitglied im Ausschuss für die Rechte der Frauen und die Gleichstellung der Geschlechter.
Joron stellte als parlamentarischen Assistenten Pierre-Louis Mériguet ein. Dieser ist ein ehemaliges Mitglied der Identitären Bewegung und laut Medienberichten ein Mann mit „stürmischer Geschichte“.

## Positionen und Kontroversen

### Reise nach Syrien
Im Jahr 2019 unternahm Joron gemeinsam mit anderen RN-Mitgliedern (Thierry Mariani, Nicolas Bay und Andréa Kotarac) eine Reise nach Syrien. Während der Reise hatten die Abgeordneten auch ein zweistündiges Gespräch mit dem syrischen Diktator Baschar al-Assad. Diese Reise wurde von Medien als „Werbung“ für das syrische Regime und als eine „Rehabilitationsoperation“ bezeichnet. Joron schrieb sie nach einer Bombendrohung bei Twitter, Paris sei „gefährlicher als Damaskus“ und Damaskus sei „eine Stadt, in der es sich gut leben lässt“. Dafür wurde sie in Frankreich kritisiert und daran erinnert, dass in Syrien seit 2011 ein Bürgerkrieg tobt.

### Vorwürfe der Desinformation
Joron, Thierry Mariani und andere RN-Abgeordneten wurden 2020 beschuldigt, an einer Propagandakampagne für den nationalistisch gesinnten indischen Premierminister Narendra Modi teilgenommen zu haben, mit der Veröffentlichung von Kolumnen in der EU Chronicle, einer Desinformations-Website.
Joron veröffentlichte auf EU Chronicle auch einen Artikel, der Andeutungen enthält, dass das Covid-19-Virus ein „künstliches Virus“ sein könnte, das von China geschaffen wurde. Das EU Disinfo Lab schrieb, diese Behauptung werde durch keinen wissenschaftlichen Beweis gestützt.
Im Zusammenhang mit den COVID-19-Impfstoffen behauptete Joron 2021, es gäbe rund 5000 Tote durch COVID-Impfungen in der EU. Dabei nannte sie Internetseiten, auf der Privatleute (vermeintliche oder tatsächliche) Impf-Nebenwirkungen melden. Diese werden aber nicht geprüft oder näher untersucht. Joron stellte am 23. September 2021 im EU-Parlament einen Entschließungsantrag und forderte darin einen Entschädigungsfonds für „Opfer der COVID-19-Impfstoffe“.